# Morales de Valverde
Morales de Valverde – gmina w Hiszpanii, w prowincji Zamora, w Kastylii i León, o powierzchni 18,01 km². W 2011 roku gmina liczyła 218 mieszkańców.